# 14674 INAOE
14674 INAOE este un asteroid din centura principală de asteroizi.

## Descriere
14674 INAOE este un asteroid din centura principală de asteroizi. A fost descoperit pe 29 octombrie 1999 în cadrul proiectului CSS. Asteroidul prezintă o orbită caracterizată de o semiaxă mare de 2,52 ua, o excentricitate de 0,11 și o înclinație de 3,0° în raport cu ecliptica.